# フェリクス・ペレス・カマチョ
フェリクス・ペレス・カマチョ（英語: Felix Perez Camacho、1957年10月30日 - ）は、グアム準州知事を務めたアメリカの政治家であり、元知事カルロス・カマチョの息子である。キャンプ座間生まれの、アメリカ合衆国の共和党員である。

## 経歴

### 青年期まで
カマチョは在日米軍基地で生まれた。父は後に初めて選挙で選ばれたグアム準州の知事になっているが、当時は軍役についていた。カマチョはグアム島タムニンで育ち、カトリック系の学校で学んだ。1980年、マーケット大学で経営学と財政学の学位を取得した。

### ビジネスマンから政治家へ
カマチョはPacific Financial Corporationにおいて、保険マネージャーとIBM口座の管理者として配置された。1988年3月、Joseph Ada知事（当時）は公共施設庁（Public Utility Agency）の副長官にカマチョを任命した。後年、カマチョは同庁の事務局長に選任された。1992年、カマチョは第22グアム議会にて立法院議員に選出され、1994年、1996年に再選した。立法院議員として、カマチョは観光委員会、運輸委員会委員長、経済開発委員会の委員長を務めた。カマチョは多数派の幹事を務めた。
1998年、カマチョは熱心に争われた知事選でJoseph Adaの副知事候補となった。選挙はCarl T.C. Gutierrezが再選したため、カマチョは次の2年間、公職を失った。2000年、カマチョは議会選挙で再び当選し、議員となって議長職と多数派幹事長の職を取り戻した。

### グアム準州知事
2002年、カマチョは同僚立法院議員のカレオ・モイランと組み、グアム準州州知事と副知事を狙い、民主党候補でグアム代表のRobert A. Underwoodと立法院議員のTom Adaを破った。
第1期ではモイランと様々な意見不一致があったため、2006年、カマチョは新人立法院議員のMichael W. Cruz,M.D.（Doctor of Medicine,医学士）副知事候補に起用した。カマチョはFrank Aguon, Jr.を副知事候補としたRobert A. Underwoodを再び破って2期目を務めることになった。
カマチョはコロンブス騎士会の会員であり、多くの市民活動に参加している。カマチョは「Outstanding Young Men of America」（米国優秀若年者賞）とPacific Jayceesの「Three Young Outstanding People」を受賞している。彼はジョアン・G.カマチョ（Joann G. Camacho）と結婚し3人の子供が居る。カマチョ夫人はPiti村村長のVicente Gumataotaoの姪で、Jose Gumataotao（アメリカ合衆国財務官Rosa Gumataotao Riosの夫）の従兄弟である。
2011年1月、同じ共和党出身で前年の知事選に勝利したエディ・カルボに知事職を引継ぎ退任した。

## 政策

### 北マリアナ諸島との再統合の提案
カマチョは1期目よりグアム準州と北マリアナ諸島 (Commonwealth of the Northern Mariana Islands, CNMI) との統一を目標としている。この理由としては準州であるグアムが1950年アメリカ本国により制定された「グアム自治法」 (Organic Act of Guam) によって主権に制限を受けている事情がある。これに対して国際的には所謂自治領にカテゴライズされる北マリアナは自主憲法を持ち主権行使の自由度が高い。加えて、同じチャモロ人が主導する地域と言う背景もある。カマチョは2003年の段階で統一過程として独立、「州」の地位の獲得、自由連合国化、自治領化の4つの選択肢を提示した。
また、このことに触れた『サイパントリビューン』によると、グアムでは1969年11月4日に行われた再統一を巡る投票で反対意見が通り、北マリアナでは賛成が通った過去があった。その際の有力な一つの理由となったのはグアム占領中に日本軍への支援をした北マリアナのチャモロ族への感情的な意趣返しであった。
なお、カマチョは2009年にこの提案について次のように述べている。

### 島名改名の提案
カマチョは「グアム」(Guam) の名称をチャモロ語の "Guahan" に改称しようとしている熱心な推進者としても知られている。カマチョは2010年2月15日、演説の最後に、「グアム」を以前の "Guahan" に変えるように呼びかけた。同日、カマチョは島名を変更する政令を出した。カマチョは同時に自らを「Guahanの知事」と呼び始めた。
歴史家のToni Ramírez（グアム公園保養局文化財保護所）によると、Guahanとは「我々のもの」("we have") もしくは「所有している場所」("a place that has")を意味し、島の川や天然資源を指して使用した。川や天然資源はミクロネシアの他の諸島では比較的希少なものであったと言う。
Guahan或いはGuajánは、1521年から1898年の間に島名として広く使用されていた。しかし、グアム、そしてGuahanという名前は両方とも歴史文書や地図に数百年も遡って見出されると言うのが、Peter Onedera（グアム大学チャモロ語教授、歴史家）による見解である。初代グアム知事を務めたRichard P. Leary提督は1900年、「グアム」を採用したが、それは彼が「グアムの小島」と読んだからである。
知事2期目を務めるカマチョ（グアムにて3選は出来ない）は2011年にはグアム政府から引くことになる。彼は演説の最後にて、改名は知事の遺産として基盤とし、歴史上自分が改名路線の固定化を為すべき立場にある旨を説明した。彼はGuahanへの改名が明確な独自性とチャモロ文化の遺産を再認識させることになるだろうと論じた。カマチョの政令は次のように明確に述べている。「チャモロ語の使用を広め、歴史的、文化的な連携を島にもたらすよう邁進しよう」。政令は今回は地方のグアム政府機関、公式のやり取り、商業取引、標識にのみ適用される。しかし、カマチョは地域社会の指導層、財界、議員達にGuahanの名を同じように採用させることに関心を持っている。カマチョは更に、法的にも改名を実施するためグアム立法院で法案331号を提案すると発表した。政令には政府機関が変更する際の猶予期限がないが、これは景気後退が長引いているため、準州政府の時間的、金銭的負担を軽減するためである。改名は新しい便箋を発注する際など都合のよい時になされるべきだと言う。
変更案に対する反応は議員と住民共に複雑なものだった。立法院のJudith Won Pat議長は、改名がグアムにてこれまで認識されてきた独自性の喪失を、回復するのに役立つことに留意した。彼女はメディアに「これは人々が自分達が何者なのかを知ろうとし、彼らの独自性を見つけようと望む世代が世界中に広がっているということです。これはとても重要なことであり、グアムでも同じです」と語った。作家で元立法院議員のKatherine Aguonは政令が出る少し前にチャモロ語－英語辞典を出版したが、改名を支持する一方で、どんな提案でもグアム有権者の信認を得なければならない旨を強調した。

### CORの導入
また、グアムでは暴風雨の襲来は日常的であるが、カマチョ政権は警報の指標を改定しCondition Of Readiness（COR,警戒態勢）を導入した。この指標を導入する前はTropical Storm（熱帯暴風雨）、Tropical Typhoon（熱帯台風）でそれぞれ詳細な段階に区分して発表していたが、CORはCondition4から1（1が最も脅威が大きく外出禁止）の4段階に簡略化されている。

### その他
ミクロネシアの首脳と会談した際、医療対策についても議論している。会議では従来これらの離島から患者をフィリピンやハワイに移送していた問題を解消するため、グアムにミクロネシア地域医療センターを設置する提案が出された。

## 日本との関係
日本との関係では沖縄本島の普天間飛行場や同島に駐留するアメリカ海兵隊の移設問題にて、移設先のグアム島の政治代表としての姿勢が報じられることが多いが、他の点での接点もある。

### 観光業の梃入れ
グアムには太平洋戦争前より基地が建設されていたが、ブッシュ政権が世界規模での米軍再編を計画するまではそれほど大きな兵力が配置されていた訳ではなかった。グアムの基幹産業は観光であり、その8割を日本からの旅行客が占めていたものの、2000年代に入ると主に世界レベルの外的要因が後を絶たず、低落傾向に歯止めがかかっていない。在ハガッニャ総領事館が海兵移転に触れた際に挙げた要素を列挙すると次のようになる。
- 中国、東南アジア等の新しい観光地が脚光を浴びていること、
- 長期燃料代の高騰
- 鳥インフルエンザ
- 金融不況

そのため、基地拡張と部隊及びその家族の移駐は経済活性化の起爆剤になるとグアム産業界には認識されている。カマチョ自身も1期目の際に日本で受けたインタビューでは上記を挙げていた。1期目時点でこのことは問題化しており、日本からの渡航者数は2001年の約90万人に対して2002年は約79万人と前年比13%ものマイナスであり、2003年に入っても下落傾向に歯止めがかからず、同島の観光業界は前年同月比で最大50%ものダウンに悲鳴を挙げていた。加えて、韓国、台湾、香港などがライバルとして立ちはだかる状況であった。
なお、就任直後の仕事は2002年12月8日の台風により打撃を受けた島の復旧と観光客受け入れ態勢の回復処置であり、日本でのインタビュー時に連邦政府からの援助があったことを述べている。台風の被害が報じられた後は観光客の減少をリカバリーするため、自ら日本を訪問し安全性についてのアピールを行っているが、旅行プランのサプライヤーからはリラクゼーションなどテーマを絞った宣伝を企画するように注文がつけられている。
また、SARSに対しては「予防措置対策は観光客の皆様、航空会社のクルーならびに島民の安全性を確保するために綿密に実施されている。また、引き続き対策を怠ることなく実施することで、今後の流入を阻止する努力を行なっていく」と表明し、『週刊ウィングトラベル』誌上への挨拶文等でグアム公衆衛生機関や国際空港の協力を挙げて安全性へのアピールを実施した。

### 産業の振興
他にカマチョが重視していたのは産業開発である。2003年の『経済界』のインタビューでは「経済の60%は観光業が占めていますから、将来の安定を考えた場合、これ以外の産業の育成が必要でしょう。」と述べ、海外企業がグアムに投資するに当たって次のような潜在的優位性を示している。
1. アメリカの海外領土であることによる政体の安定性
2. 社会資本への投資の充実[18]
3. 港湾施設、倉庫の社会資本充実による物流での潜在力
4. 製品は米国製として流通が可能であり、「アジアに一番近い米国」としての地理的優位性がある
5. 常夏という気候を活用し、アジア市場への近さを武器にした高付加価値の園芸植物類の栽培

また、『経済界』でのインタビューでは、「教育拠点としての島づくり」を掲げ、日本に近いグアム大学での就学の優位性として、CPA（米国公認会計士）などの米国資格取得を挙げている。1997年に日本人留学生の受け入れを開始した時点では年間300人だったが、2002年時点では3500人に増加していたことも後押しする材料であった。なお、2000年代に至ってもグアム産業の内残り3割は基地経済であり、第1次、第2次産業は実質的に存在しないという指摘もある。

### 海兵隊の移転への対応策
2006年5月、日米間で合意された再編にかかわるロードマップにて第3海兵遠征軍司令部、後方部隊などの移転が決まるのと前後して、グアム準州の上層は歓迎の意向を示した。副知事のカレオ・モイランは2006年5月下旬に来沖した際宜野湾市を訪問し、後に全面移転説を唱えることになる市長の伊波洋一とも会談している。
モイランの日本訪問に先だち、日本の衆議院議員下地幹郎（当時国民新党）は2006年5月上旬にグアムを訪問し、「グアム - 沖縄間の直行便（航空路線）の開設」や「沖縄からの技術力と労働力の供給」を提案している。その関係からモイランは日本訪問時に下地とも会談しているが、この時の下地の報告ではグアム労働者は8万人となっていた。下地は一連の活動の動機として「沖縄県内の企業が県外で活躍し、外向きの沖縄経済をつくるスタートになる」との意図を明らかにしている。
2007年5月10日にはPIRのニュースとしてグアム準州政府が基地建設にミクロネシア人労働者を求めていると報じられた。グアムでは建設労働者の人材に乏しく、中国、台湾、フィリピンなどに労働力供給を依存していたが、国務省がグアムと近隣にあり、アメリカと自由連合関係を有している、パラオ、マーシャル諸島、ミクロネシア連邦の人々を活用すべきであると認識していた事も背景としてあったと言う。。2007年9月にはカマチョ自身が準州政府関係者を連れて訪日し、外務副大臣の小野寺と会談している。
2009年3月31日には沖縄県建設産業団体連合会の会長呉屋守将らが記者会見し、在沖海兵隊のグアム移転に伴う整備事業への県内企業参入を目指し、新組織を立ち上げると発表している。目標は日本政府負担約6000億円のうち、600億円（約10％）程度の工事受注であった。組織設立後は現地の住宅・インフラ整備の実施主体となるSPE（特定目的事業体）への参入を図ると言う。
政治的な面において、友好的な姿勢が修正されたのは日本で政権交代があってからであった。この問題が顕在化するのと同時期に、既に移転前の状態でも水道の断水が頻発し、日本人観光客のかき入れ時期である年末年始は特に酷くなることが指摘されていた。台風が襲来する度に配電網に打撃を受けるため、電力ポンプに頼っている水道も断水するという背景があった。その後、カマチョは2009年12月、防衛大臣である北澤俊美の訪問に合わせて、普天間の全機能を受け入れる能力はないとの見解を表明した。また翌2010年1月には、海軍長官のレイモンド・メイバスに対して現行計画についても期間を延長するように求めた。インフラの能力が追いつかないこと、基地建設のための労働者を含め、一時的に島の人口（当時約17万）が数万人増加することが主要な懸念材料であるという。
カマチョは共和党であったが、移転延長論についてはグアム選出の下院準議員マデレーン・ボーダロ（民主党）も同様の見解を示している。なお、受け入れ問題の背景の水道整備については、朝日新聞が具体的な数字を交えて水道需要の不足見通しを報じている。

## 台湾訪問
なお、カマチョは台湾との接近も図っており、1期目の2005年に台湾を訪問、2期目の2009年に訪問した際には総統の馬英九と会談を行っている。馬は「カマチョ総督が最近発表したグアム島プロジェクトでは、現地のインフラ建設の強化を掲げている。台湾の僑胞も参加できれば、双方がこれまでの基礎の上に、引き続き協力と交流を強化できる」と述べ、沖縄の産業界と同様に、インフラ整備への参入意思を示している。